# Saint-Denis – Pleyel (Métro Paris)

Innenraum im Januar 2025

Saint-Denis – Pleyel ist eine Station der Pariser Métro. Sie befindet sich in Saint-Denis im Norden von Paris. Die Station ist Teil des Projektes Grand Paris Express und soll ein neuer Knotenpunkt des ÖPNV im Pariser Norden werden. Baubeginn war im April 2017. Der Bahnhof wurde am 24. Juni 2024 als Endstation der Metrolinie 14 eröffnet. Künftig wird die Station die Ringlinie 15 bedienen und Endstation der Linien 16 und 17 sein. Der Bahnhof wird von Keolis betrieben.
Der architektonische Entwurf für diese Station stammt vom Architekten Kengo Kuma. Die Station verfügt über ein Empfangsgebäude an der Oberfläche, das an der Kreuzung der Rue Pleyel und der Rue Francisque-Poulbot liegt. Die Gleise sollen sich alle auf der Bahnsteigebene in 27 Metern Tiefe befinden.

## Quelle
Susanne Karr: Architektur öffentlich: Saint-Denis Pleyel In Paris von Kengo Kuma. In: baumeister.de. 14. Dezember 2014.